# 虹桥路2275号
虹桥路2275号（又称或虹桥路2275号住宅）位于中華人民共和國上海市长宁区虹桥路2275号，俗称“将军楼”，属于英式花园别墅，曾作为保健品厂办公室，武警总队用址。1994年被上海市政府列为第二批上海市优秀历史建筑。2016年9月9日爆出垃圾处置问题。